# Campionat de Zúric 2000
L'edició del 2000 fou la 85a del Campionat de Zuric de ciclisme. La cursa es disputà el 20 d'agost de 2000, amb final a Zúric, i amb un recorregut de 248,4 quilòmetres. El vencedor final fou el suís Laurent Dufaux, que s'imposà per davant de Jan Ullrich i Francesco Casagrande.
Va ser la vuitena cursa de la Copa del Món de ciclisme de 2000.

## Classificació final
|     | Ciclista             | Equip                     | Temps      |
| --- | -------------------- | ------------------------- | ---------- |
| 1   | Laurent Dufaux       | Saeco-Valli & Valli       | 6h 07' 21" |
| 2   | Jan Ullrich          | Team Deutsche Telekom-ARD | m. t.      |
| 3   | Francesco Casagrande | Vini Caldirola-Sidermec   | m. t.      |
| 4   | Davide Rebellin      | Liquigas-Pata             | a 1'03"    |
| DSQ | Lance Armstrong      | US Postal                 | m. t.      |
| 6   | Óscar Freire         | Mapei-Quick Step          | a 1'19"    |
| 7   | Oscar Camenzind      | Lampre-Daikin             | m. t.      |
| 8   | Andrei Kivilev       | AG2R Prévoyance           | a 4'28"    |
| 9   | Daniele De Paoli     | Mercatone Uno-Albacom     | a 4'51"    |
| 10  | Romāns Vainšteins    | Vini Caldirola-Sidermec   | a 4'58"    |